# Bienkotetrix transsylvanicus
Bienkotetrix transsylvanicus là một loài côn trùng thuộc họ Tetrigidae. Loài này có ở Hungary và România.